# 무우 라 프라가
무우 라 프라가(영어: Mu La Flaga, 일본어: ムウ・ラ・フラガ)는 TV 애니메이션 《기동전사 건담 SEED》 및 《기동전사 건담 SEED DESTINY》에 등장하는 가공의 인물이다. 성우는 코야스 타케히토가 담당하였다.

## 인물
- 인종 : 내추럴
- 생년월일 : C.E. 43년 11월 29일
- 별자리 : 사수자리
- 혈액형 : O형
- 연령 : 28세(SEED)→30세(SEED DESTINY)
- 신장 : 183cm
- 체중 : 77kg(SEED)→71kg(SEED DESTINY)
- 계급 : 대위→소령(지구연합군, 이상 무우로), 대령(지구연합군, 이상 네오로)→대령(오브군)[1]
- 소속 : 지구연합군 제7기동함대→삼척동맹(이상 무우로), 팬텀페인→오브군 제2우주함대(이상 네오로)
- 연인 : 마류 라미아스

## 같이 보기
- 기동전사 건담 SEED
- 기동전사 건담 SEED DESTINY